# Піпіріг

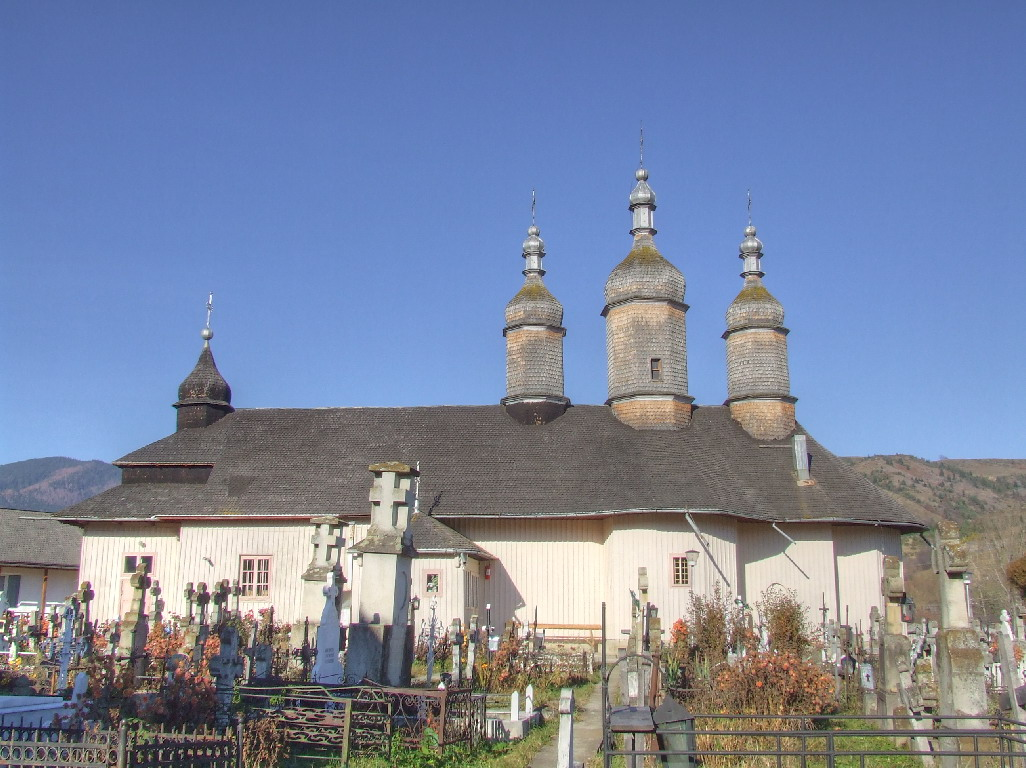

Піпіріг (рум. Pipirig) — село у повіті Нямц в Румунії. Входить до складу комуни Піпіріг.
Село розташоване на відстані 312 км на північ від Бухареста, 42 км на північний захід від П'ятра-Нямца, 115 км на захід від Ясс.

## Населення
За даними перепису населення 2002 року у селі проживали 1542 особи, з них 1541 особа (99,9%) румунів. Рідною мовою 1541 особа (99,9%) назвала румунську.

## Уродженці
- Никодим (Мунтяну) - патріарх Румунської православної церкви